# Фронхофен (Рейн-Хунсрюк)
Фронхофен (нем. Fronhofen) — община в Германии, в земле Рейнланд-Пфальц.
Входит в состав района Рейн-Хунсрюк. Подчиняется управлению Зиммерн. Население составляет 204 человека (на 31 декабря 2010 года). Занимает площадь 3,71 км².

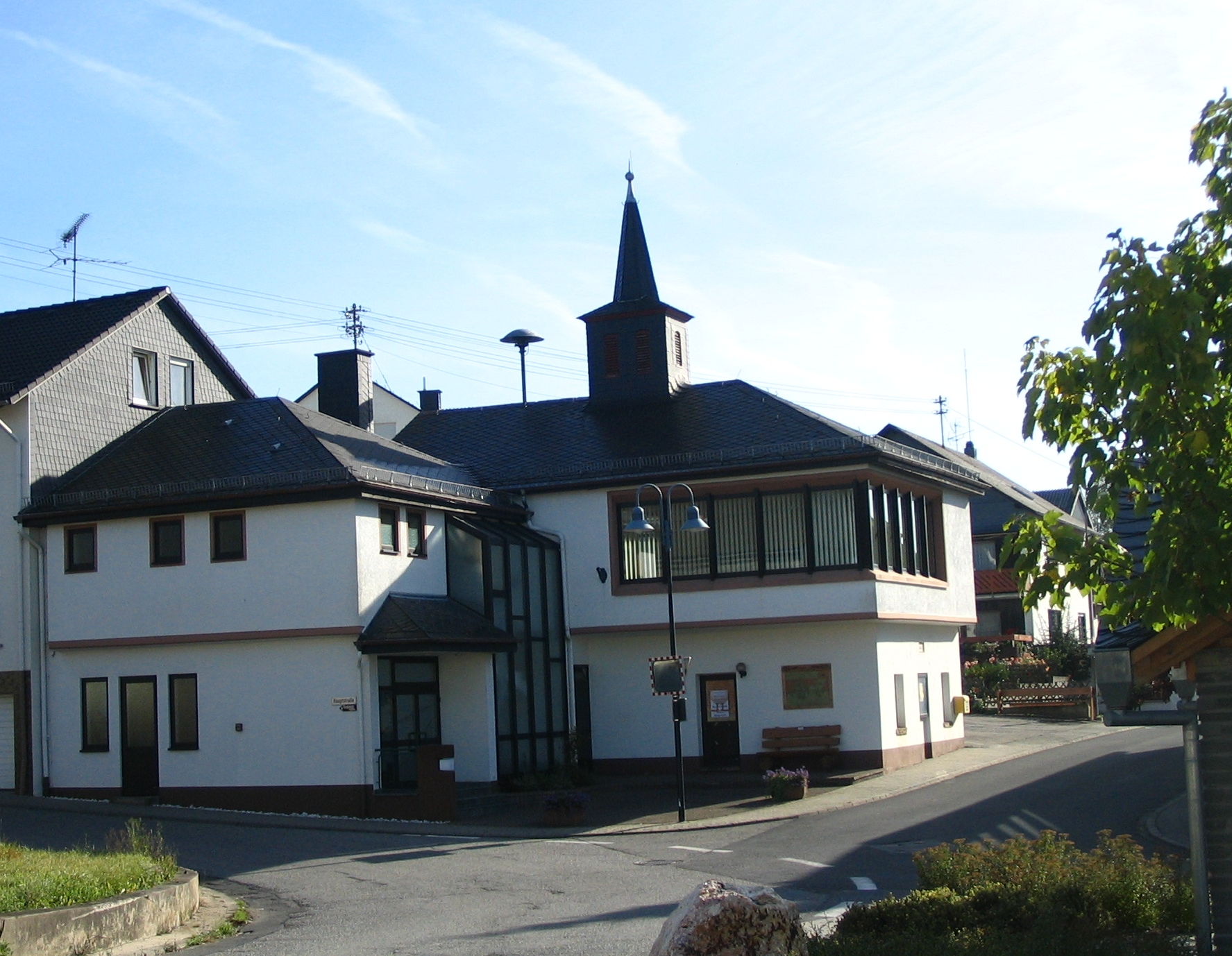
Фронхофен (Рейн-Хунсрюк)